# Adele Schreiber
Adele Schreiber, född 1872 i Wien, död 1957 i Herrliberg, Schweiz, var en tysk politiker (socialdemokrat). Hon var ledamot i den tyska riksdagen 1920–1924 och 1928–1933. 
Schreiber bosatte sig 1898 i Berlin, där hon blev engagerad inom rösträttsrörelsen och deltog 1904 i grundandet av International Woman Suffrage Alliance. Hon fokuserade även starkt på mödrars och barns rättigheter och var 1905–1910 Helene Stöckers närmaste medarbetare inom Bund für Mutterschutz und Sexualreform, men vid en splittring 1910 lämnade hon nämnda förbund och bildade en egen organisation.
Hon blev 1912 medlem i socialdemokraternas parti. Hon var riksdagsledamot två gånger: 1920–1924 och 1928–1933. 
Efter nazisternas maktövertagande 1933 emigrerade hon till Schweiz, där hon blev schweizisk medborgare. 1939 flyttade hon till Storbritannien, där hon på uppdrag av britterna undervisade tyska krigsfångar i demokrati. Hon återvände 1947 till Schweiz.